# Morpho polyphemus
Morpho polyphemus — дневная бабочка рода Морфы из семейства нимфалид. Распространена от Мексики до Коста-Рики В отличие от большинства бабочек рода морфо, окраска её крыльев белая а не синяя. Время лёта - с мая по ноябрь.

## Описание

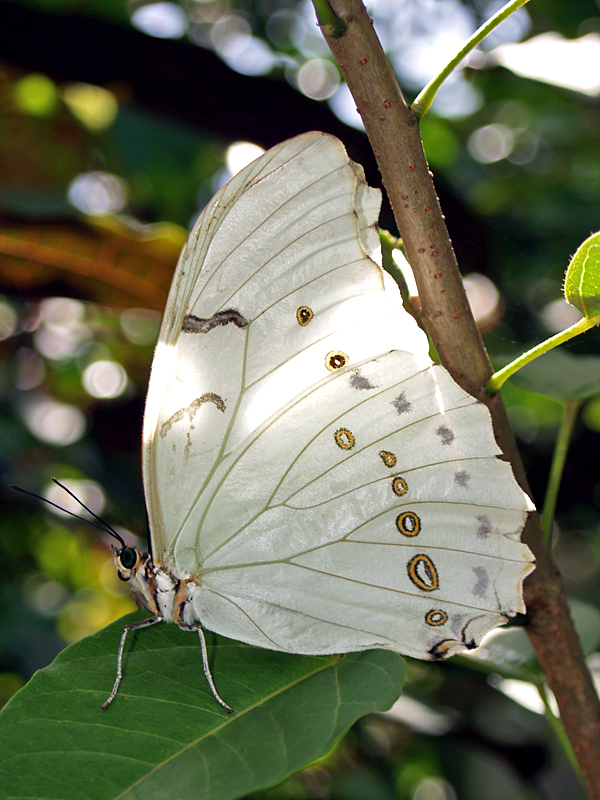
Нижняя сторона крыльев

Размах крыльев до 14 см. Крылья ярко белые с небольшими коричневыми вкраплениями. На нижней стороне крыльев имеется ряд небольших глазков.

## Название
Бабочка названа по имени одноглазого циклопа Полифема, персонажа греческой мифологии. Название дано из-за глазков, расположенных на нижней стороне крыльев.

## Кормовое растение
Гусеницы питаются Paullinia pinnata из семейства Sapindaceae и Inga из семейства Fabaceae.